# Día Internacional de las Niñas en las TIC
El Día Internacional de las Niñas en las Tecnologías de la Información y la Comunicación (TIC) es el cuarto jueves de abril de cada año. Fue decidido en 2010 por la Unión Internacional de Telecomunicaciones (UIT) el organismo de Naciones Unidas especializado en telecomunicaciones y tiene como objetivo alentar las vocaciones tecnológicas en las niñas y jóvenes, así como rebajar la brecha digital de género. También alentar y motivar a las niñas para que participen en carreras tecnológicas, tanto en la formación reglada, como de manera profesional, en el ámbito del ocio u otro tipo de actividades.
En enero de 2016, se dieron a conocer los datos disgregados sobre empleo en profesiones tecnológicas en la Unión Europea: el 80% de los puestos eran ocupados por hombres en 2014, según Eurostat.
La primera vez que se celebró el Día Internacional de las Niñas en las TIC fue el 21 de abril de 2011.
El Instituto Andaluz de la Mujer se suma a esta celebración este año 2017 con la Campaña "Haz TIC en tu futuro".

## Historia
La decisión de crear el Día Internacional de las Niñas en las TIC fue acordada por los Estados miembros de la UIT en la Conferencia de Guadalajara (México) en 2010. Se aprobó en la Resolución 70 sobre el marco de las políticas de promoción de la igualdad de género y el empoderamiento de las mujeres a través de la tecnología.

## Claves de trabajo
Estudios y resoluciones internacionales de Naciones Unidas y la Comisión Europea sobre la brecha de género alertan sobre la importancia de que las niñas y las mujeres no solo sean consumidoras de tecnología sino también creadoras.
También alertan y plantean luchar para superar los estereotipos de género que desaniman a las niñas para inscribirse en cursos o carreras de ciencia y tecnología desde una edad muy temprana. Estos estereotipos se refuerzan a través de la familia, la escuela, los medios de comunicación y en la sociedad en general. Se abunda en la idea, por ejemplo, de que los chicos son habilidosos tecnológicos mientras que las chicas parecen más dotadas para habilidades sociales y se las considera menos diestras en el manejo de las tecnologías denuncia la catedrática en economía y especialista en Sociedad de la Información Cecilia Castaño. La investigadora española también advierte de la existencia de una Segunda brecha digital relacionada con el dominio masculino de las áreas estratégicas de la educación, la investigación y el empleo y conectada con las ciencias, las ingenierías y las TIC, así como con la escasa presencia de mujeres en los puestos de responsabilidad y toma de decisiones en dichas áreas.
La falta de acceso de niñas y mujeres al ámbito tecnológico afecta directamente a la igualdad de oportunidades en el mundo laboral y al desarrollo económico y social de los países.  En un informe dado a conocer en enero de 2016 por Eurostat el 80 por ciento de los profesionales tecnológicos de la Unión Europea en 2014 eran hombres.
También es fundamental trabajar para erradicar la brecha digital por razones geográficas y apoyar la promoción de espacios de desarrollo digital de niñas y mujeres del mundo rural.
ONU Mujeres establece y recuerda que las TIC están reconocidas como parte fundamental del desarrollo de las mujeres y las niñas, ya sea a través de iniciativas de trabajo, participación en redes de desarrollo y de apoyo y acceso a conocimientos y educación. Pero su alcance es aún mayor puesto que “con el crecimiento global de la sociedad del conocimiento, la realización del derecho de las mujeres a acceder plenamente y utilizar las TIC pueden ayudar a hacer realidad los recursos humanos y el potencial de una nación para el desarrollo sostenible”.

### Puerta de acceso al desarrollo
En su discurso con motivo del Día Internacional de las Niñas en las TIC 2016, Houlin Zhao, Secretario General de la UIT, explicó que se estaban creando 2 millones de empleos en el sector tecnológico con necesidad de personal cualificado por lo que las niñas con conocimientos en TIC tendrían al menos la posibilidad de esperar ganar buenos sueldos y tener buenas oportunidades profesionales.

#### Europa
En un informe dado a conocer en enero de 2016 por Eurostat el 80 por ciento de los profesionales tecnológicos de la Unión Europea en 2014 eran hombres. En España la cifra alcanza el 82 %. 

#### América Latina
El ámbito de las tecnologías de información y comunicación (TIC) es parte protagonista del mapa de desigualdades del planeta. A nivel mundial las cifras apuntan a que existe 1.3 billones de mujeres usuarias de internet versus 1.5 billones de hombres. En los países desarrollados esta diferencia es de solo 2 %, la que aumenta a 16 % en los países en vías de desarrollo. En el uso de internet las mujeres continúan siendo minoría a nivel global alcanzando solo un 46 % mientras que el 54 % es de género masculino. En América Latina se estima que este porcentaje alcanza los 49 puntos.  Allí, las niñas y mujeres están más expuestas a quedar rezagadas en el mundo de las TIC ya que deben sortear mayores barreras que sus pares masculinos para acceder y aprovechar las ventajas ofrecidas por el mundo digital.
Las mujeres tienen 21 % menos de probabilidades de tener su propio teléfono móvil, lo que se traduce en una brecha de 300 millones en todo el mundo, y se estima que menos del 20 % de los especialistas en TIC son mujeres. Aspectos tales como acceso a equipos y plataformas tecnológicas, desarrollo de destrezas digitales y tiempo destinado a uso de tecnologías son algunos de los temas donde la diferencia de oportunidades de género continúa patente, señala la investigadora chilena María Isabel Pávez.

## Temas
| Año  | Día de abril | Temas                                               | Ubicación          |
| ---- | ------------ | --------------------------------------------------- | ------------------ |
| 2011 | 28           | First annual international Girls in ICT Day         | Ginebra            |
| 2012 | 26           | Tech Needs Girls                                    | Nueva York         |
| 2013 | 25           | Girls in ICT Day 2013                               | Bruselas y Ginebra |
| 2014 | 15           | Celebrating Successes, Inspiring Girls              | Ginebra            |
| 2015 | 23           | Expand horizons change attitudes                    | Ginebra            |
| 2016 | 28           | Expanding horizons, Changing attitudes              | Ginebra            |
| 2017 | 27           | Expand horizons change attitudes                    | Ginebra            |
| 2018 | 28           | Powering Change: Women in Innovation and Creativity | Sofía              |
| 2019 | 25           | Expand horizons change attitudes                    | Adis Abeba         |
| 2020 | 23           | Inspiring the Next Generation                       | Virtual            |
| 2021 | 22           | Connected Girls; Creating Brighter Futures          | Virtual            |
| 2022 | 28           | Access and Safety                                   | Virtual            |
| 2023 | 27           | Digital Skills for Life                             | Cataratas Victoria |